# Johann Conrad Dippel
Johann Conrad Dippel (Bergstaße, Frankenstein-kastély, 1673. augusztus 10. - Wittgenstein, 1734. április 25.) német teológus, alkimista és orvos.

## Élete
A Frankenstein kastélyban született, közel Darmstadt városához. Teológiát, filozófiát és alkímiát tanult a Giesseni Egyetemen. Írásaiban megfogalmazta, hogy a vallásnak nem szabad dogmatikusnak lennie, kizárólag szeretetet és önfeláldozást hirdethet.
Pénzügyei sokszor voltak zavarosak. Frankensteini tartózkodása alatt alkímiával és anatómiával foglalkozott és előállított egy állati olajat ("Csont olaj" – felfedezőjéről elnevezve "Dippel's oil", tehát "Dippel olaja" egy folyékony, sötét színű magas viszkozitással rendelkező anyag kellemetlen szaggal) amiről azt hitték, hogy megfelel a sokat kutatott Életelixírnek. Kísérletezés közben egy alkalommal nitroglicerinnel felrobbantott egy tornyot. Híresztelték róla, hogy a felrobbant épületben borzalmas kutatásokat végzett emberi tetemekkel. Bár a kísérletek tényleges részletei soha nem voltak igazán bizonyítottak, az a vélemény maradt fenn, hogy megpróbálta átvinni egyik test lelkét a másikba. Végül a pletykák arra vezettek, hogy elűzték a városból.
1704-ben Berlinben ő és Heinrich Diesbach a gyártó, a találmányát piros festékben alkalmazták kálium-karbonát helyett. Így fedezték fel meglepetésükre az úgynevezett Berliner Blau, vagy porosz kék festéket. Együtt alapítottak egy gyárat Párizsban.

## Kapcsolat a „Frankenstein” című regénnyel
Radu Florescu a könyvében, az „In Search of Frankenstein”-ben azt állítja, hogy Mary Shelley és Percy Shelley meglátogatták a németországi Frankenstein kastélyt, ahol az alkimista Konrad Dippel élt. Így ő esetleg a műben szereplő Victor Frankenstein inspiráló modellje lehetett, de a Frankenstein írónője nem erősítette meg ezt a látogatást, hogy fenntartsa a műve eredetiségét.

## Külső hivatkozások
- Dippel, Johann Conrad (New Schaff-Herzog Encyclopedia of Religious Knowledge)
- Biography Archiválva 2013. augusztus 1-ji dátummal az Archive.is-en
- “Frankenstein was not just a figment of author’s imagination.” Archiválva 2007. szeptember 29-i dátummal a Wayback Machine-ben